# August von Kotzebue

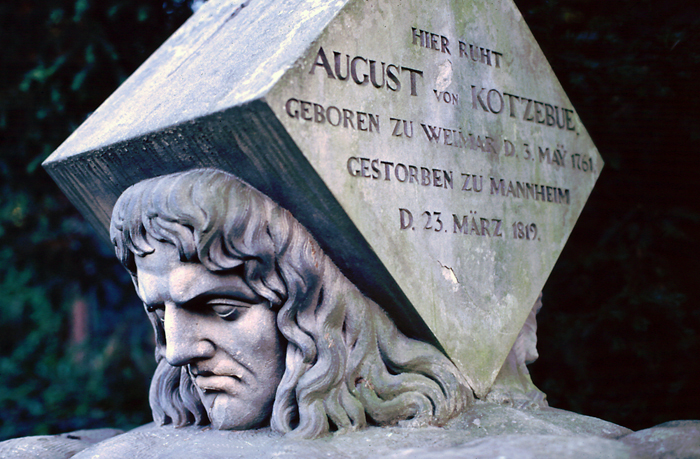
Hrob Augusta von Kotzebue na hřbitově 'Hauptfriedhof' v Mannheimu

August Friedrich Ferdinand von Kotzebue (3. květen 1761, Výmar — 23. březen 1819, Mannheim) byl německý spisovatel, dramatik a básník, ve své době mimořádně populární a uznávaný, časem spíše upadl do zapomnění. Napsal více než 200 divadelních her, které humorně vykreslovaly dobové problémy a lákaly na svou dobu odvážně lechtivými zápletkami. Politicky byl konzervativcem.

## Život
Narodil se ve Výmaru. Již v mládí se zde setkal s Goethem (rok před maturitou, roku 1776, spolu hráli v Goethově divadelní hře Sourozenci, tehdy bylo Goethovi 27), který do něj vkládal velké naděje. Studoval poté v Jeně. Roku 1781 odjel do Petrohradu, kde působil jako sekretář generálního guvernéra Bauera. Krom Petrohradu byl činný zvláště v estonském Tallinnu, kde zastával pozici asesora nejvyššího soudu a byl zde také uveden do šlechtického stavu, takže je také považován za Estonce. V Tallinnu též řídil ochotnická i veřejná divadla.
Roku 1789 vydal divadelní hru Menschenhass und Reue (Misantropie a pokání), která měla mimořádný úspěch, a to i v zahraničí, takže se Kotzebue rychle stal nejpřekládanějším německým spisovatelem své doby.
V roce 1795 se vrátil z Ruska do Německa. Roku 1798 přijal místo c. k. divadelního básníka, tedy de facto divadelního ředitele Burgtheatru ve Vídni. Na postu ředitele však vydržel jen rok, musel odejít kvůli sporům s herci. V roce 1800 se chtěl znovu vrátit do Ruska, avšak na hranicích byl kvůli nejasnému obvinění z „jakobínství“ zatčen a bez soudu poslán na Sibiř, kde v zajetí strávil tři měsíce. Byl však omilostněn carem Pavlem a dokonce velkoryse odškodněn (získal post ředitele německého divadla v Petrohradě a usedlost Woroküll v Livonsku).
Roku 1801 se vrátil do Výmaru. Chtěl vstoupit do Goethova kruhu, ten mu však přijetí odepřel, čímž vzbudil v Kotzebueovi nenávist, která se v následujících letech projevovala různorodými útoky, v Berlíně kupříkladu s Garliebem Helwigem Merklem vydával časopis Der Freimüthige, který otiskl nesčetně útoků na Goetha.
Podobný postoj zaujal k Napoleonovi. Dle některých interpretací pro svůj konzervatismus, jiná verze však tvrdí, že tomu bylo proto, že si ho Napoleon roku 1804, při Kotzebueově cestě do Paříže, nevšímal. Útoky na Napoleona pak vedl v časopisech Die Biene a Die Grille. V Německu se poté kvůli tomu necítil bezpečně, a tak se znovu načas přestěhoval do Ruska. Teprve po Napoleonově pádu se odvážil vrátit do Německa, žil v Berlíně a Královci, později znovu ve Výmaru. Zde vydával časopis Literar. Wochenblatt. V něm ostře napadal zejména buršácké spolky, což vedlo k veřejnému pálení jeho děl. Byl buršáckými kruhy dokonce obviněn ze špionáže pro Rusko (měsíční bulletiny pro ruskou vládu skutečně vypracovával, ale šlo spíše o analytickou činnost). Kampaň proti Kotzebueovi byla nakonec vystupňována natolik, že ho v Mannheimu ubodal fanatický buršák, nacionalistický student teologie Karl Ludwig Sand. To vedlo vládu k represím vůči radikálním spolkům mládeže, zákazu buršáctví a omezení práva na shromažďování.
Ottův slovník naučný jeho osobu hodnotil takto: „Mnohou vadou své povahy, svou marnivostí a nerozvážností hlavně, Kotzebue osud svůj zavinil. Ale nelze zapomenouti, že ve svém politickém přesvědčení byl upřímný a poctivý, že byl v soukromém životě bezúhonný, dobrý manžel a otec – se stanoviska slovanského mohlo by se dodati v jeho prospěch, že s velikou sympathií kreslil v některých dílech Rusy. (…) Mnohá jeho díla pohybují se na kraji slušně a mravně dovoleného. (…) Horší však jest, že básník čtenáře svého nikdy nepovznáší, že vykouzluje svět slabosti a měkkého odpouštění, že svým působením na nižší instinkty, svým laciným šlechetnictvím a obětovností ovládal slzné žlázy a bránice svých diváků a že v době největšího rozkvětu německé poesie dal zavládnouti na jevišti svým lehce vynalezeným a hrubě tesaným postavám bez vnitřního života. Jeho technika je zdánlivě lehká, ale jen v málokterých případech obejde se bez velkých skoků, obyčejně řadí jednotlivé výjevy bez vnitřní souvislosti k sobě; jeho charakteristika je hrubá, osoby jeho nejsou odhleděny skutečnosti, nýbrž jsou z jisté vlastnosti konstruovány; aby mohlo drama příznivě končit, obyčejně před samým koncem stávají se neočekávané obraty.“

## Dílo
Jeho díla překládali někteří čeští obrozenci (Josef Kajetán Tyl, Václav Thám), inspirační vliv měl i na Klicperu.

### Autobiografie
- August von Kotzebue’s Selbstbiographie (Wien, 1811)
- Das merkwürdigste Jahr meines Lebens (Berlin, 1803)